# Minivärlden Ljungby
Minivärlden Ljungby är ett besöksmål som drivs av den ideella föreningen Ljungby Järnvägsförening TågCentralen. Föreningen bildades år 2002 och varumärket Minivärlden lanserades för att förtydliga att man visar upp modellbyggen, Lego, tennsoldater, dockskåp och annat som har med hantverk och miniatyrer att göra.

## Historik
Föreningens arbete påbörjades före själva föreningsbildandet i form av en ABF-cirkel i modellbygge år 1999. År 2009 hade föreningen 35 medlemmar och öppet ett fåtal dagar under sommaren. Invigningen av Doktor Schultzes modelljärnväg skulle enligt föreningens ordförande ske hösten 2010, därefter skulle arbetet med att bygga en modell av "Bolmenbanan" påbörjas. Lokalerna skulle utvidgas med 15 meter, utöver de drygt 12 meter som doktorns modelljärnväg upptog. 
Minivärlden är Ljungby stads största besöksmål sett till antalet besökare. De hade 5 000 besökare år 2019. År 2020 och 2021 påverkades besöksantalet av Covid-19 och utländska besökares frånvaro. Föreningen och besöksmålet ligger i egenhändigt renoverade lokaler i AB Trelleborg Plasts fabrik.

## Miniatyrvärldar/modelljärnvägar/utställningar
Föreningen bygger egna utställningar i huvudsak med modelljärnvägstema.
- Landet Somwhere är en återuppbyggd modelljärnväg med 1950-talstema som donerades till Ljungby Kommun av den lokale läkaren Bent Schultze år 1996. Anläggningen raserades vid demontering och föreningen byggde upp anläggningen på uppdrag av kommunen och med egna medel. Tiden för att genomföra projektet beräknades först till 3 000 timmar, men slutade på 15 000 timmar. År 2012 invigdes anläggningen genom att Bent Schultzes barn och stadens kommunalråd bjöds in tillsammans med medborgarna. Magnus Samuelsson, "världens starkaste man", visade upp sina konster i att lyfta järnvägsräls, bilmotorer och putta hjullastare framför sig. [7][2]
- Lilla Småland är en helt ny miniatyrvärld som visar Sveriges förvandling från bonde- till industri- och entreprenörskapsamhälle. Förebilden är de järnvägar som tidigare korsades i Ljungby stad; Skåne-Smålands Järnväg, och smalspåriga järnvägen Karlshamn-Bolmen och Bolmen-Halmstad.[8]
- I april 2021 offentliggjordes att föreningen har byggt en modelljärnväg med vintertema som ska användas i spelfilmen om Karl-Bertil Jonsson.[9][10] På modelljärnvägen finns karaktären Karl-Bertil och hans far Tyko i modell.[11]
- Sommaren 2021 genomfördes en LEGO-utställning i samarbete med föreningen Swebrick.[12][13] Även 2022 planeras ett samarbete under namnet LEGO Fantasy.[14]
- Tennsoldater är en utställning som är byggd av läkaren Jonas Richthoff.[15]

## Bilder

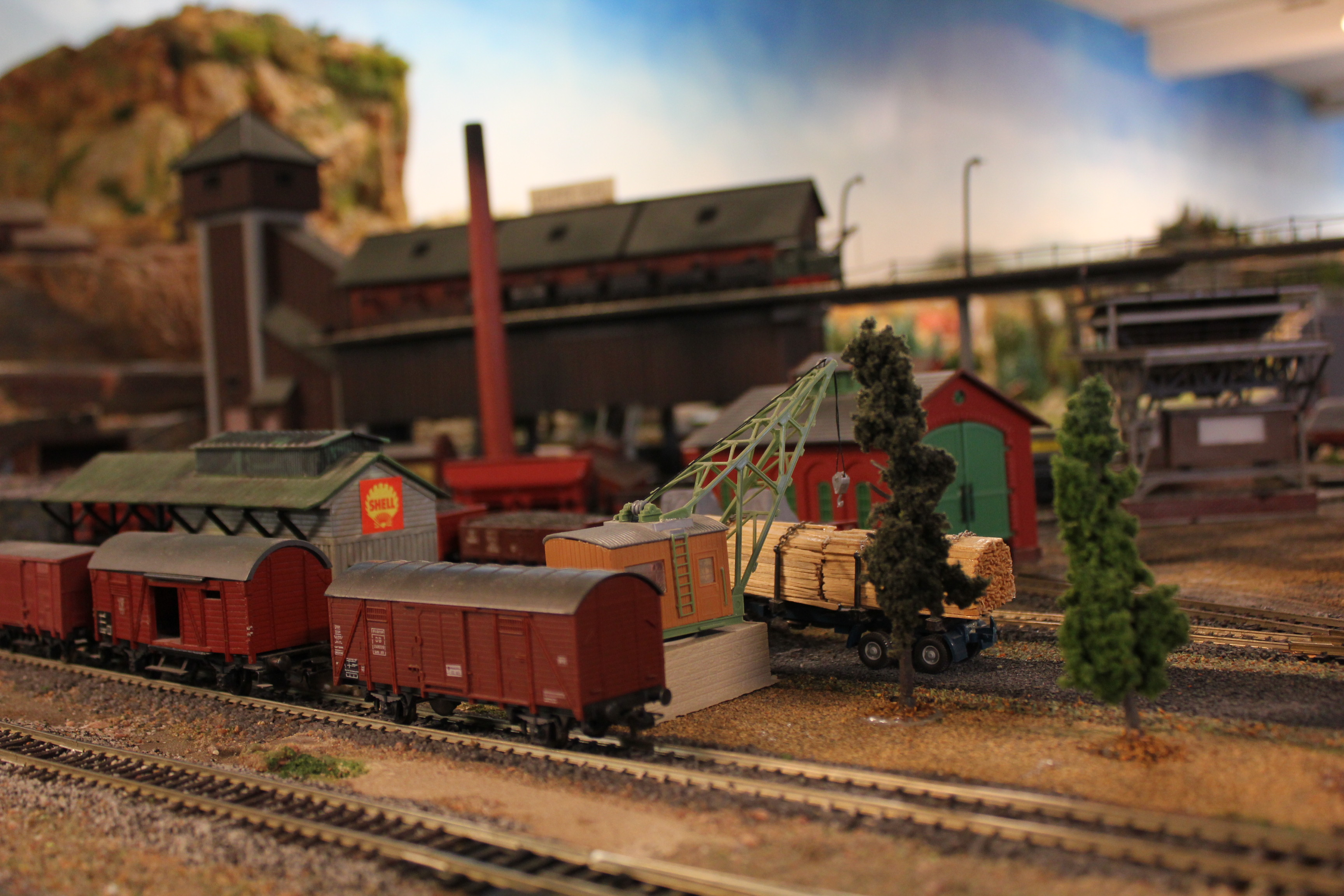
Doktor Schultzes modelljärnväg Landet Somewhere Stationen heter Guffe